# Louis Baillon (politicus)
Louis Julien Antoine Baillon (Sint-Joost-ten-Node, 5 juli 1899 - Brussel, 10 maart 1966) was een Belgisch volksvertegenwoordiger.

## Levensloop
Baillon werd doctor in de rechten aan de ULB.
In zijn gemeentelijke basis Oudergem werd hij gemeenteraadslid (1926-1946) en schepen (1927-1929).
In 1936 werd hij verkozen tot katholiek volksvertegenwoordiger voor het arrondissement Brussel. Hij bleef het ambt uitoefenen tot in 1946. Hij was in de Kamer voorzitter van de Katholieke Middenstandsgroep (1938-1940).
Tijdens en na de oorlog werd hij een specialist in fiscaal recht, waarover hij heel wat publiceerde, voornamelijk over nieuw ontstane wetgeving.

## Publicaties
- La limitation des dividendes et tantièmes. Arrêté du 14 octobre 1941 (...), Brussel, 1941
- La Résistance administrative. La lutte secrète des Pouyvoirs publics contre les Allemands en Belgique (1941-1944), Brussel, 1946
- Les impôts extraordinaire et spécial - L'impôt sur le capital, Brussel, 1945
- (met Louis GROGNARD), La surtaxe sur les bénéfices exceptionnels. Loi du 24 juillet 1952, Brussel, 1952
- (met Louis GROGNARD), Vente à tempérament et financement. Loi du 9 juillet 1957, Brussel, 1958
- (met Eugène MANNE), Les représentants. L'attaché. L'autonome. Loi du 30 juillet1963, Brussel, 1963